# 吴越增一
吴越增一（ε Aqu /天鹰座ε）是天鹰座的一个三星系统。其英文名Deneb el Okab来自阿拉伯语词汇ذنب العقاب  ，意为“老鹰的尾巴”。其汉语名字Woo和Yue派生于吴（江苏省一带的一个古国名）以及越（浙江省一带的一个古国名）。天鹰座ζ（ζ Aquilae）拥有相同的英文名。
　　
吴越增一的准确英文名应该是Deneb el Okab Borealis，因为位于天鹰座北部的天鹰座ζ的名字叫做Deneb el Okab Australis。

## 位置

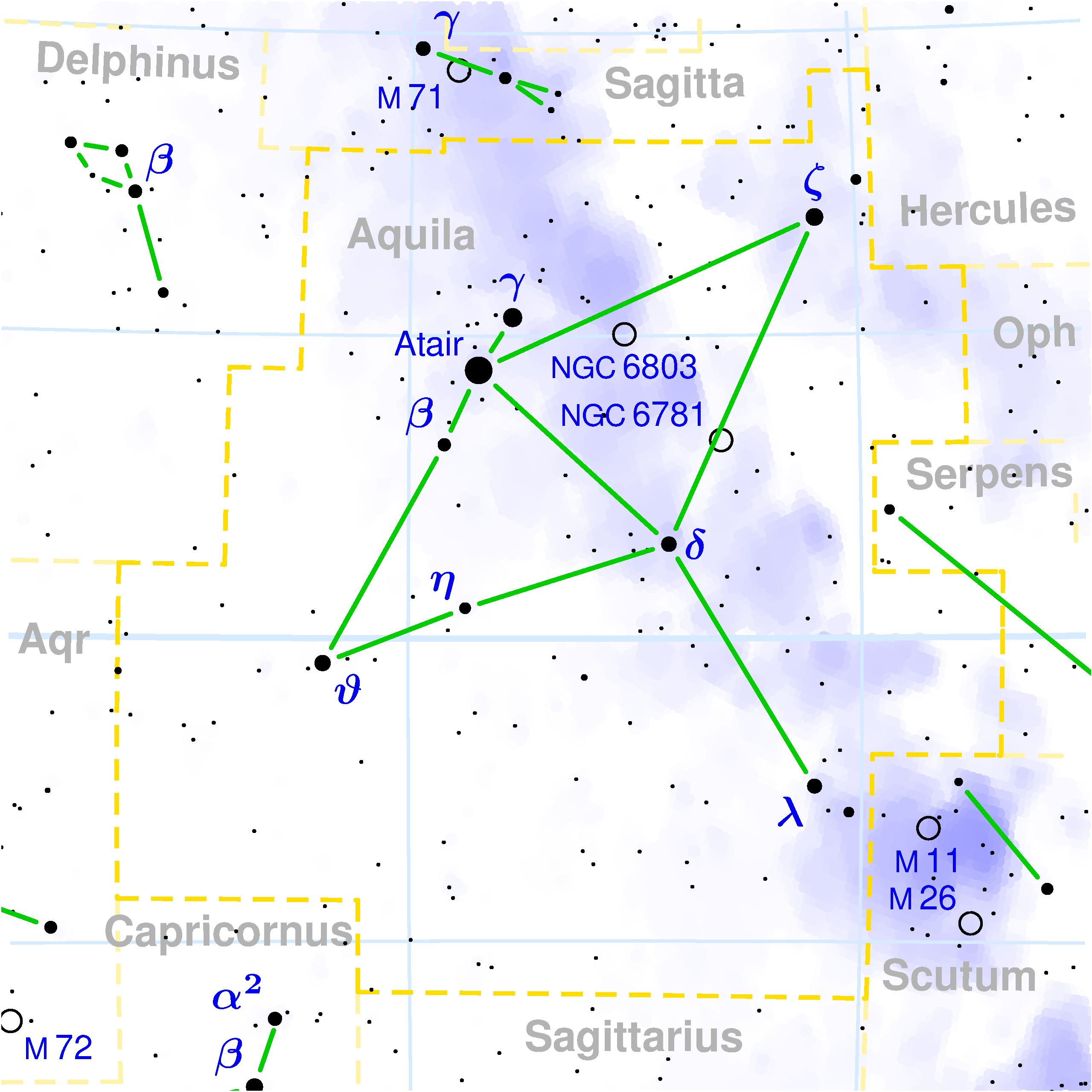
天鹰座